# Lincang
Lincang (Forenklet kinesisk: 临沧; traditionel kinesisk: 臨滄; pinyin: Líncāng; Wade-Giles: Lín-ts'āng) er et bypræfektur i den sydvestlige del Folkerepublikken Kinas sydvestligste provins, Yunnan. Det har et areal på 24.469 km2, og en befolkning på 2.150.000 mennesker (2000). I bjergene her bor Wa-folket. Det blev anset som for «vildt» til at interessere nabomagterne, som både det britisk styrede Burma og Kina. Muligvis havde wa-folkets ry som hovedejægere noget med dette indtryk at gøre. 

## Administrative enheder
Bypræfekturet Lincang har jurisdiktion over et distrikt (区 qū), 4 amter (县 xiàn) og 3 autonome amter (自治县 zìzhìxiàn).
| Kort              | Kort                                                           | Kort                            | Kort                                             | Kort                   | Kort        | Kort     |
| ----------------- | -------------------------------------------------------------- | ------------------------------- | ------------------------------------------------ | ---------------------- | ----------- | -------- |
| Kort over Lincang |                                                                |                                 |                                                  |                        |             |          |
| #                 | Navn                                                           | Hanzi                           | Pinyin                                           | Befolkning (2003 est.) | Areal (km²) | Indb/km² |
| Distrikter        |                                                                |                                 |                                                  |                        |             |          |
| 1                 | Linxiang                                                       | 临翔区                          | Línxiáng Qū                                      | 280.000                | 2.652       | 106      |
| 'Amter.           |                                                                |                                 |                                                  |                        |             |          |
| 2                 | Fengqing                                                       | 凤庆县                          | Fèngqìng Xiàn                                    | 420.000                | 3.451       | 122      |
| 3                 | Yun                                                            | 云县                            | Yún Xiàn                                         | 400.000                | 3.760       | 106      |
| 4                 | Yongde                                                         | 永德县                          | Yǒngdé Xiàn                                      | 330.000                | 3.296       | 100      |
| 5                 | Zhenkang                                                       | 镇康县                          | Zhènkāng Xiàn                                    | 160.000                | 2.642       | 61       |
| Autonome amter    |                                                                |                                 |                                                  |                        |             |          |
| 6                 | Shuangjiang (For lahuene, wa-folket, bulangerne og dai-folket) | 双江拉祜族佤族 布朗族傣族自治县 | Shuāngjiāng Lāhùzú Wǎzú Bùlǎngzú Dǎizú Zìzhìxiàn | 160.000                | 2.292       | 70       |
| 7                 | Gengma (For dai-folket og Wa-folket)                           | 耿马傣族佤族 自治县             | Gěngmǎ Dǎizú Wǎzú Zìzhìxiàn                      | 250.000                | 3.837       | 65       |
| 8                 | Cangyuan (For Wa-folket)                                       | 沧源佤族 自治县                 | Cāngyuán Wǎzú Zìzhìxiàn                          | 160.000                | 2.539       | 63       |

## Trafik
Kinas rigsvej 214 løber gennem området. Den fører fra Xining i provinsen Qinghai til Jinghong i Yunnan. 
Kinas rigsvej 323 løber gennem området. Den begynder i Ruijin i provinsen Jiangxi og fører gennem Guangdong og Guangxi og ender i Lincang.
23°53′N 100°05′Ø / 23.883°N 100.083°Ø